# Mercedes Cup 2005 - Qualificazioni singolare
Le qualificazioni del singolare  del Mercedes Cup 2005 sono state un torneo di tennis preliminare per accedere alla fase finale della manifestazione. I vincitori dell'ultimo turno sono entrati di diritto nel tabellone principale. In caso di ritiro di uno o più giocatori aventi diritto a questi sono subentrati i lucky loser, ossia i giocatori che hanno perso nell'ultimo turno ma che avevano una classifica più alta rispetto agli altri partecipanti che avevano comunque perso nel turno finale.
Le qualificazioni del torneo Mercedes Cup 2005 prevedevano 24 partecipanti di cui 6 sono entrati nel tabellone principale.

## Teste di serie
1. Novak Đoković (primo turno)
2. Fernando Vicente (Qualificato)
3. Albert Portas (ultimo turno)
4. Carlos Berlocq (Qualificato)
5. Juan-Pablo Brzezicki (Qualificato)
6. Simon Greul (Qualificato)

1. Gorka Fraile (primo turno)
2. Hugo Armando (Qualificato)
3. Oliver Marach (ultimo turno)
4. Sebastian Rieschick (primo turno)
5. Marc López (ultimo turno)
6. Daniel Gimeno Traver (primo turno)

## Qualificati
1. Galo Blanco
2. Fernando Vicente
3. Hugo Armando

1. Carlos Berlocq
2. Juan-Pablo Brzezicki
3. Simon Greul

## Tabellone

### Legenda
| - Q = Qualificato - WC = Wild card - LL = Lucky loser | - ALT = Alternate - SE = Special Exempt - PR = Protected Ranking | - w/o = Walkover - r = Ritirato - d = Squalificato |

### Sezione 1
|  | Primo turno | Primo turno          | Primo turno   | Primo turno   | Primo turno |  |  | Ultimo turno | Ultimo turno | Ultimo turno | Ultimo turno | Ultimo turno |  |
|  |             |                      |               |               |             |  |  |              |              |              |              |              |  |
|  |             | Galo Blanco          | Galo Blanco   | Galo Blanco   | W-O         |  |  |              |              |              |              |              |  |
|  | 1           | Novak Đoković        | Novak Đoković | Novak Đoković |             |  |  | Galo Blanco  | Galo Blanco  | 6            | 3            | 7            |  |
|  |             | Miša Zverev          | 1             | 7             | 6           |  |  | Miša Zverev  | Miša Zverev  | 4            | 6            | 5            |  |
|  | 12          | Daniel Gimeno Traver | 6             | 63            | 1           |  |  |              |              |              |              |              |  |

### Sezione 2
|  | Primo turno | Primo turno        | Primo turno        | Primo turno | Primo turno |  |  | Ultimo turno | Ultimo turno     | Ultimo turno     | Ultimo turno | Ultimo turno |  |
|  |             |                    |                    |             |             |  |  |              |                  |                  |              |              |  |
|  | 2           | Fernando Vicente   | Fernando Vicente   | 6           | 6           |  |  |              |                  |                  |              |              |  |
|  |             | Nicolás Todero     | Nicolás Todero     | 0           | 1           |  |  | 2            | Fernando Vicente | Fernando Vicente | 7            | 6            |  |
|  | 11          | Marc López         | Marc López         | 6           | 6           |  |  | 11           | Marc López       | Marc López       | 6            | 4            |  |
|  |             | Jakub Herm-Zahlava | Jakub Herm-Zahlava | 3           | 3           |  |  |              |                  |                  |              |              |  |

### Sezione 3
|  | Primo turno | Primo turno     | Primo turno     | Primo turno | Primo turno |  |  | Ultimo turno | Ultimo turno  | Ultimo turno  | Ultimo turno | Ultimo turno |  |
|  |             |                 |                 |             |             |  |  |              |               |               |              |              |  |
|  | 3           | Albert Portas   | Albert Portas   | 6           | 6           |  |  |              |               |               |              |              |  |
|  |             | Diego Hartfield | Diego Hartfield | 4           | 4           |  |  | 3            | Albert Portas | Albert Portas | 4            | 68           |  |
|  | 8           | Hugo Armando    | Hugo Armando    | 7           | 6           |  |  | 8            | Hugo Armando  | Hugo Armando  | 6            | 7            |  |
|  |             | Tobias Kamke    | Tobias Kamke    | 63          | 4           |  |  |              |               |               |              |              |  |

### Sezione 4
|  | Primo turno | Primo turno    | Primo turno    | Primo turno | Primo turno |  |  | Ultimo turno | Ultimo turno   | Ultimo turno   | Ultimo turno | Ultimo turno |  |
|  |             |                |                |             |             |  |  |              |                |                |              |              |  |
|  | 4           | Carlos Berlocq | Carlos Berlocq | 6           | 6           |  |  |              |                |                |              |              |  |
|  |             | Diego Moyano   | Diego Moyano   | 1           | 0           |  |  | 4            | Carlos Berlocq | Carlos Berlocq | 6            | 7            |  |
|  |             | Gorka Fraile   | Gorka Fraile   | 6           | 2           |  |  |              | Gorka Fraile   | Gorka Fraile   | 4            | 63           |  |
|  | 7           | Adrián García  | Adrián García  | 2           | 1r          |  |  |              |                |                |              |              |  |

### Sezione 5
|  | Primo turno | Primo turno          | Primo turno      | Primo turno | Primo turno |  |  | Ultimo turno | Ultimo turno         | Ultimo turno | Ultimo turno | Ultimo turno |  |
|  |             |                      |                  |             |             |  |  |              |                      |              |              |              |  |
|  | 5           | Juan-Pablo Brzezicki | 6                | 3           | 6           |  |  |              |                      |              |              |              |  |
|  |             | Matthias Bachinger   | 3                | 6           | 1           |  |  | 5            | Juan-Pablo Brzezicki | 4            | 6            | 6            |  |
|  | 9           | Oliver Marach        | Oliver Marach    | 6           | 6           |  |  | 9            | Oliver Marach        | 6            | 4            | 3            |  |
|  |             | Nicolas Devilder     | Nicolas Devilder | 4           | 1           |  |  |              |                      |              |              |              |  |

### Sezione 6
|  | Primo turno | Primo turno         | Primo turno         | Primo turno | Primo turno |  |  | Ultimo turno | Ultimo turno        | Ultimo turno        | Ultimo turno | Ultimo turno |  |
|  |             |                     |                     |             |             |  |  |              |                     |                     |              |              |  |
|  | 6           | Simon Greul         | Simon Greul         | 6           | 6           |  |  |              |                     |                     |              |              |  |
|  |             | Victor Ioniță       | Victor Ioniță       | 4           | 2           |  |  | 6            | Simon Greul         | Simon Greul         | 6            | 6            |  |
|  |             | Sebastian Rieschick | Sebastian Rieschick | 6           | 6           |  |  |              | Sebastian Rieschick | Sebastian Rieschick | 2            | 3            |  |
|  | 10          | Federico Luzzi      | Federico Luzzi      | 4           | 4           |  |  |              |                     |                     |              |              |  |